# Hidden Treasures
Hidden Treasures (с англ. — «Спрятанные сокровища») — мини-альбом американской треш-метал-группы Megadeth, выпущенный в 1995 году. В этот EP вошли песни, записанные ранее, но не вошедшие в альбомы группы. В Европе альбом издавался в виде бонус-диска к студийному релизу Youthanasia, а 30 апреля 2007 года вышло переиздание.
На обложке изображена северо-центральная часть штата Аризона, причём вместо некоторых городов указаны названия песен с альбома.

## Список композиций

### Оригинал
| №  | Название                                     | Текст песни                                       | Музыка                            | Релиз                                                | Длительность |
| -- | -------------------------------------------- | ------------------------------------------------- | --------------------------------- | ---------------------------------------------------- | ------------ |
| 1. | «No More Mr. Nice Guy» (кавер на Элис Купер) | Купер, Майкл Брюс                                 | Купер, Брюс                       | Электрошок (1989)                                    | 3:02         |
| 2. | «Breakpoint»                                 | Дэйв Мастейн, Дэвид Эллефсон, Ник Менца           | Мастейн, Эллефсон, Менца          | Супербратья Марио (1993)                             | 3:29         |
| 3. | «Go to Hell»                                 | Мастейн, Марти Фридмен, Эллефсон, Менца           | Мастейн, Фридмен, Эллефсон, Менца | Новые приключения Билла и Теда (1991)                | 4:36         |
| 4. | «Angry Again»                                | Мастейн                                           | Мастейн                           | Последний киногерой (1993)                           | 3:47         |
| 5. | «99 Ways to Die»                             | Мастейн                                           | Мастейн                           | The Beavis and Butt-head Experience (1993)           | 3:58         |
| 6. | «Paranoid» (кавер на Black Sabbath)          | Оззи Осборн, Тони Айомми, Гизер Батлер, Билл Уорд | Осборн, Айомми, Батлер, Уорд      | Nativity in Black: A Tribute to Black Sabbath (1994) | 2:32         |
| 7. | «Diadems»                                    | Мастейн                                           | Мастейн                           | Байки из склепа: Рыцарь-демон (1995)                 | 3:56         |
| 8. | «Problems» (кавер на Sex Pistols)            | Джонни Роттен, Стив Джонс, Глен Мэтлок, Пол Кук   | Роттен, Джонс, Мэтлок, Кук        | A Tout le Monde (1994)                               | 3:57         |

### Бонус-диск
| №   | Название                                     | Текст песни                       | Музыка                            | Original release                                     | Длительность |
| --- | -------------------------------------------- | --------------------------------- | --------------------------------- | ---------------------------------------------------- | ------------ |
| 1.  | «A Tout le Monde»                            | Мастейн                           | Мастейн                           | Youthanasia (1994)                                   | 4:29         |
| 2.  | «Symphony of Destruction» (demo)             | Мастейн                           | Мастейн                           | A Tout le Monde (1994)                               | 5:29         |
| 3.  | «Architecture of Aggression» (demo)          | Мастейн                           | Мастейн, Эллефсон                 | A Tout le Monde (1994)                               | 2:49         |
| 4.  | «New World Order»                            | Мастейн, Менца                    | Мастейн, Фридмен, Эллефсон        | A Tout le Monde (1994)                               | 3:47         |
| 5.  | «No More Mr. Nice Guy» (кавер на Элис Купер) | Купер, Брюс                       | Купер, Брюс                       | Электрошок (1989)                                    | 3:02         |
| 6.  | «Breakpoint»                                 | Мастейн, Эллефсон, Менца          | Мастейн, Эллефсон, Менца          | Супербратья Марио (1993)                             | 3:29         |
| 7.  | «Go to Hell»                                 | Мастейн, Фридмен, Эллефсон, Менца | Мастейн, Фридмен, Эллефсон, Менца | Новые приключения Билла и Теда (1991)                | 4:36         |
| 8.  | «Angry Again»                                | Мастейн                           | Мастейн                           | Последний киногерой (1993)                           | 3:47         |
| 9.  | «99 Ways to Die»                             | Мастейн                           | Мастейн                           | The Beavis and Butt-head Experience (1993)           | 3:58         |
| 10. | «Paranoid» (кавер на Black Sabbath)          | Осборн, Айомми, Батлер, Уорд      | Осборн, Айомми, Батлер, Уорд      | Nativity in Black: A Tribute to Black Sabbath (1994) | 2:32         |
| 11. | «Diadems»                                    | Мастейн                           | Мастейн                           | Байки из склепа: Рыцарь-демон (1995)                 | 3:56         |
| 12. | «Problems» (кавер на Sex Pistols)            | Роттен, Джонс, Мэтлок, Кук        | Роттен, Джонс, Мэтлок, Кук        | A Tout le Monde (1994)                               | 3:57         |

### Переиздание
| №   | Название                                     | Текст песни                       | Музыка                            | Original release                                     | Длительность |
| --- | -------------------------------------------- | --------------------------------- | --------------------------------- | ---------------------------------------------------- | ------------ |
| 1.  | «No More Mr. Nice Guy» (кавер на Элис Купер) | Купер, Брюс                       | Купер, Брюс                       | Электрошок (1989)                                    | 3:02         |
| 2.  | «Breakpoint»                                 | Мастейн, Эллефсон, Менца          | Мастейн, Эллефсон, Менца          | Супербратья Марио (1993)                             | 3:29         |
| 3.  | «Go to Hell»                                 | Мастейн, Фридмен, Эллефсон, Менца | Мастейн, Фридмен, Эллефсон, Менца | Новое приключение Билла и Теда (1991)                | 4:36         |
| 4.  | «Angry Again»                                | Мастейн                           | Мастейн                           | Последний киногерой (1993)                           | 3:47         |
| 5.  | «99 Ways to Die»                             | Мастейн                           | Мастейн                           | The Beavis and Butt-head Experience (1993)           | 3:58         |
| 6.  | «Paranoid» (кавер на Black Sabbath)          | Осборн, Айомми, Батлер, Уорд      | Осборн, Айомми, Батлер, Уорд      | Nativity in Black: A Tribute to Black Sabbath (1994) | 2:32         |
| 7.  | «Diadems»                                    | Мастейн                           | Мастейн                           | Байки из склепа: Рыцарь-демон (1995)                 | 3:56         |
| 8.  | «Problems» (кавер на Sex Pistols)            | Роттен, Джонс, Мэтлок, Кук        | Роттен, Джонс, Мэтлок, Кук        | A Tout le Monde (1994)                               | 3:57         |
| 9.  | «A Tout le Monde»                            | Мастейн                           | Мастейн                           | Youthanasia (1994)                                   | 4:29         |
| 10. | «Symphony of Destruction» (demo)             | Мастейн                           | Мастейн                           | A Tout le Monde (1994)                               | 5:29         |
| 11. | «Architecture of Aggression» (demo)          | Мастейн                           | Мастейн, Эллефсон                 | A Tout le Monde (1994)                               | 2:49         |
| 12. | «New World Order»                            | Мастейн, Менца                    | Мастейн, Фридмен, Эллефсон        | A Tout le Monde (1994)                               | 3:47         |

## Позиции в чартах
| Год  | Чарт          | Позиция |
| ---- | ------------- | ------- |
| 1995 | Billboard 200 | 90      |

## Участники записи
Megadeth
- Дэйв Мастейн — гитара, вокал
- Марти Фридмен — гитара, бэк-вокал
- Дэвид Эллефсон — бас-гитара, бэк-вокал
- Ник Менца — ударные

Производство
- Продюсеры — Дезмонд Чайлд и Дэйв Мастейн (трек 1); Макс Норман и Дэйв Мастейн (трек 2)
- Звукорежиссер — Макс Норман (треки 2-8)
- Микширование — Макс Норман (треки 2-6); Макс Норман и Дэйв Мастейн (трек 7-8)